# Warning Device
Warning Device is het derde studioalbum van de Amerikaanse punkband Teenage Bottlerocket. Het werd uitgebracht op 8 januari 2008 door Red Scare Industries. Een videoclip voor het nummer "In The Basement" was al in 2007 gemaakt, voordat het album werd uitgegeven.

## Nummers
1. "Bottlerocket" - 0:51
2. "In the Basement" - 1:56
3. "Gave You My Heart" - 2:21
4. "She's Not the One" - 2:08
5. "Pacemaker" - 2:29
6. "Social Life" - 1:58
7. "Welcome to the Nuthouse" - 1:46
8. "Anna's Song" - 2:06
9. "On My Own" - 2:40
10. "Totally Stupid" - 2:18
11. "Crawling Back to You" - 2:26
12. "Warning Device" - 2:29
13. "Wasting Time" - 2:23

## Band
- Ray Carlisle - gitaar, zang
- Kody Templeman - gitaar, zang
- Miguel Chen - basgitaar
- Brandon Carlisle - drums